# Cosmin Olăroiu
Cosmin Olăroiu (født 10. juni 1969) er en tidligere rumænsk fodboldspiller.